# Банковская система Германии
Банковская система Германии является одной из наиболее стабильных и организованных систем в мире.

## Обзор банковского сектора
На конец 2009 года в Германии работало 2 121 банк, что на 105 банков меньше чем в 2006 году. Структура банковского сектора экономики Германии представлена тремя крупными секторами: частным, государственным и кооперативным. Кооперативный сектор представлен 1 144 кредитными союзами и 2 кооперативными центральными банками. Государственный сектор насчитывает 431 сберегательный банк, 10 земельных банков и другие институты. Частные банки представлены 4 транснациональными банками, 42 инвестиционными банками, 176 региональными и другими банками. В Германии зарегистрировано 167 отделений иностранных банков, в том числе 60 инвестиционных банков. В ФРГ в 2009 году работало 39 441 отделение банков. При этом треть отделений относится к сберегательным кассам, 30 % — кредитным союзам, 22 % — четырём транснациональным банкам, остальные — другим кредитным институтам.

## История

### Средние века
До эпохи крестовых походов банковское дело в Германии было связано в основном с меняльными операциями, которые, как и в других государствах средневековой Европы, поначалу осуществляли евреи. Однако уже в XIII веке конкуренцию им составили ломбардцы, которые начиная с середины XIV века, по мере изгнания евреев из страны, стали перехватывать у них инициативу в организации банковских операций и оказании разнообразных финансовых услуг.
В эпоху Великих географических открытий в Германии (особенно в южной её части) появились купеческие компании, деятельность которых проходила между Майном, Верхним Рейном и Альпами. В этом регионе тесные экономические и политические связи существовали между городами Швабии, крупнейшими из которых были Аугсбург и Ульм, и Франконии с центром в Нюрнберге.
Это были компании семейного типа, обычно объединявшие бюргеров одного рода и связанные между собой различными степенями родства. Южно-немецкие компании, представляя крупный торговый и ростовщический капитал, играли важную роль в хозяйственной, общественной и политической жизни Европы XVI века. Именно они породили самые могущественные и влиятельные банкирские династии средневековой Германии – Вельзеров, Гервартов, Гохштеттеров, Имхофов, Паумгартнеров, Фуггеров и др.
Купеческие компании южной Германии осуществляли переводные, обменные, кредитные и другие банковские операции. Крупные капиталы, появившиеся в южно-германских городах в XVI веке, исчезли уже к концу этого века. Причиной этому стали государственные банкротства, охватившие Европу с середины XVI века до середины XVII века и заставившие немецких купцов обратиться к новой форме организации кредитного хозяйства. С начала XVII века в стране начали возникать городские банки, созданные по типу генуэзских и венецианских общественных банков. Первым из таких банков стал Гамбургский банк, учреждённый в 1619 году.

### XIX век
В Германии не существовало единой банковской системы вплоть до 1871 года, когда независимые государства были объединены Отто фон Бисмарком. Организованный в 1846 году Прусский банк должен был сформировать общегерманское банковское дело, но этому мешало существовавшее на тот момент частное эмиссионное право. В то время во многих германских землях были приняты законы, разрешающие создание частных эмиссионных банков. Так в 1856 году в 20 германских государствах функционировало 30 эмиссионных банков, в том числе 10 в Пруссии.
Промышленный кризис 1857 года показал необходимость создания единых эмиссионных правил на территории германских государств, но их введение было невозможно, так как существовало семь самостоятельных эмиссионных систем. 16 апреля 1870 года был принят закон, по которому Прусский банк в пределах Пруссии получил монополию на эмиссионную деятельность. Прочие немецкие государства могли создавать эмиссионные банки, но только с согласия Северо-Германского союза. В 1873 году была проведена денежная реформа, которая ввела в обращение марку, равную ⅓ талера.
14 марта 1875 года в Рейхстаг был внесён Закон о банках. Авторами закона являлись Михаэлис, Бамбергер и Ридель. Основные положения закона касались: создания центрального банка; регулирования деятельности местных эмиссионных банков; косвенного контингентирования банкнотного обращения без металлического покрытия; нормирования выпуска банкнот и всего круга операций эмиссионных банков.
В соответствии с принятым законом, с 1 января 1876 года свою деятельность начал центральный банк Германской империи — Рейхсбанк. Он учреждался на корпоративной паевой основе (с правом начиная с 1891 года выкупа государством паёв банка по номиналу). Банк действовал под надзором и управлением государства, осуществлял регулирование денежного обращения на всей территории Империи.
После принятия закона банкирские дома и городские банки Германии начали уступать свои позиции акционерным коммерческим банкам, деятельность которых особенно активизировалась после принятия Закона об акционерных обществах в 1884 году. В период роста германской промышленности начиная с 1895 года акционерные банки помимо обычных банковских операций стали активно предлагать своим клиентам промышленные кредиты, направляемые на восполнение как основного, так и оборотного капитала промышленных предприятий и подчас предшествовавших процессу их акционирования. В отличие от английских депозитных банков германские коммерческие банки совмещали все функции инвестиционных банков. Они активно занимались учреждением и скупкой новых и старых предприятий.

## Крупные банки
| Ранг | Компания      | Рыночная капитализация (млрд долларов США) |
| ---- | ------------- | ------------------------------------------ |
| 1    | Deutsche Bank | 39,75                                      |
| 2    | Commerzbank   | 8,72                                       |
| 3    | DVB Bank      | 1,56                                       |
| 4    | Aareal Bank   | 0,90                                       |
| 5    | IKB           | 0,69                                       |